# Індіана Тауншип (округ Аллегені, Пенсільванія)
Індіана Тауншип (англ. Indiana Township) — селище (англ. township) в США, в окрузі Аллегені штату Пенсільванія. Населення — 7254 особи (2020).

## Демографія
Згідно з переписом 2010 року, у селищі мешкали 7253 особи в 2666 домогосподарствах у складі 1984 родин. Було 2843 помешкання
Расовий склад населення:
| - 91,6 % — білих - 5,6 % — азіатів - 1,4 % — чорних або афроамериканців - 0,1 % — корінних американців |

До двох чи більше рас належало 1,0 %. Частка іспаномовних становила 1,6 % від усіх жителів.
За віковим діапазоном населення розподілялося таким чином: 24,5 % — особи молодші 18 років, 59,5 % — особи у віці 18—64 років, 16,0 % — особи у віці 65 років та старші. Медіана віку мешканця становила 43,7 року. На 100 осіб жіночої статі у селищі припадало 95,0 чоловіків;  на 100 жінок у віці від 18 років та старших — 92,6 чоловіків також старших 18 років.
Середній дохід на одне домашнє господарство  становив 125 512 долари США (медіана — 86 509), а середній дохід на одну сім'ю — 142 371 долар (медіана — 100 329). Медіана доходів становила 66 771 долар для чоловіків та 51 505 доларів для жінок. За межею бідності перебувало 6,6 % осіб, у тому числі 7,3 % дітей у віці до 18 років та 4,5 % осіб у віці 65 років та старших.
Цивільне працевлаштоване населення становило 3453 особи. Основні галузі зайнятості: освіта, охорона здоров'я та соціальна допомога — 29,7 %, науковці, спеціалісти, менеджери — 10,9 %, фінанси, страхування та нерухомість — 10,6 %, виробництво — 10,3 %.